# Peter Christian (Politiker)
Peter Christian (* im 19. Jahrhundert; † 1. Oktober 1917) war ein deutscher Bürgermeister und Mitglied des Provinziallandtages der Provinz Hessen-Nassau.

## Leben
Peter Christian wurde zum Bürgermeister von Altstadt, damals selbständige Gemeinde und heute zu Hachenburg im Westerwaldkreis gehörend, gewählt und trat dieses Amt zum 1. Januar 1876 an. 1888/1889 war er Mitglied des Kreistages des Oberwesterwaldkreises und von 1898 bis 1914 dort Kreisausschussmitglied. Von 1912 bis 1917 hatte er ein Mandat für den Nassauischen Kommunallandtag des preußischen Regierungsbezirks Wiesbaden bzw. für den Provinziallandtag der Provinz Hessen-Nassau, wo er für den Abgeordneten Robert Keßler von 1912 bis 1916 Mitglied des Rechnungsprüfungsausschusses war.
Von 1915 bis 1917 war er stellvertretendes Mitglied des Landesausschusses.